# 苏丹后诺查希拉
苏丹后诺查希拉（1973年12月7日—），原名罗齐塔·阿迪尔·贝克里是现任马来西亚登嘉楼州苏丹后。2006年至2011年间出任马来西亚第十三任最高元首后。

## 早年
苏丹后诺查希拉于1973年12月7日出生在吉打亚罗士打。她在亚罗士打圣尼古拉斯国民小学和圣尼古拉斯中学就读，期间当过图书管理员和女童军。她还上过人力资源相关的课程。

## 王室生活
1996年3月28日，她嫁给登嘉楼王储东姑米占再纳阿比丁。1998年7月19日被册封为苏丹后，尊号为苏丹后诺查希拉。
两人婚后育有四子，2男2女。

## 琐事
苏丹后诺查希拉是继端姑西蒂艾莎第二位日常佩戴头巾的最高元首后，也是继端姑拜润和端姑西蒂艾莎后第三位平民出身的最高元首后。